# لمس (فیلم ۱۹۸۰)
لمس (به هندی: Sparsh) فیلمی محصول سال ۱۹۸۰ و به کارگردانی سای پارانجپی است. در این فیلم بازیگرانی همچون نصیرالدین شاه، شبانه اعظمی، سودا چوپرا، اوم پوری ایفای نقش کرده‌اند.